# Wandalowie

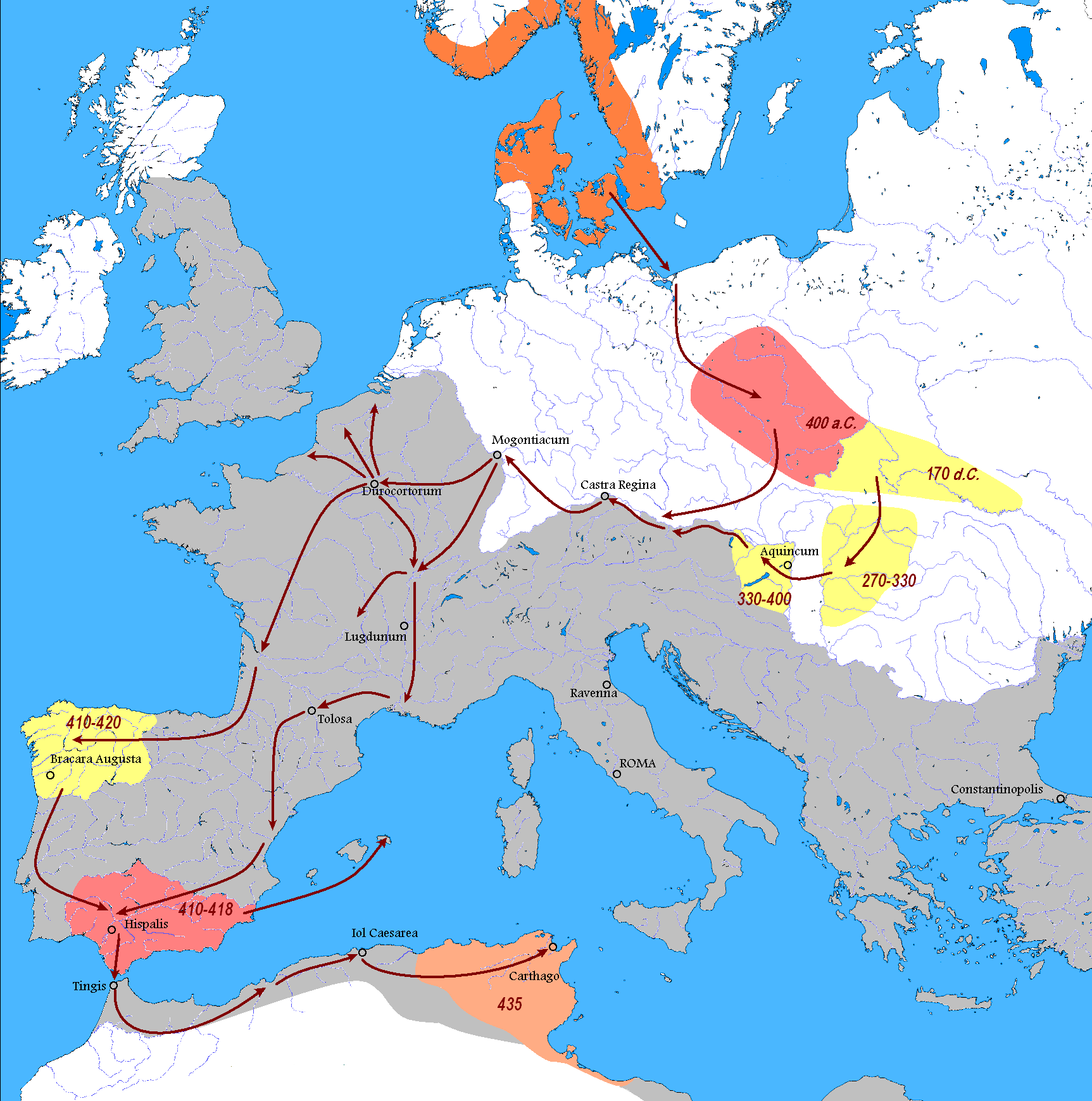
Kierunki migracji Wandalów (kolorem żółtym zaznaczono Hasdingów, malinowym Silingów)

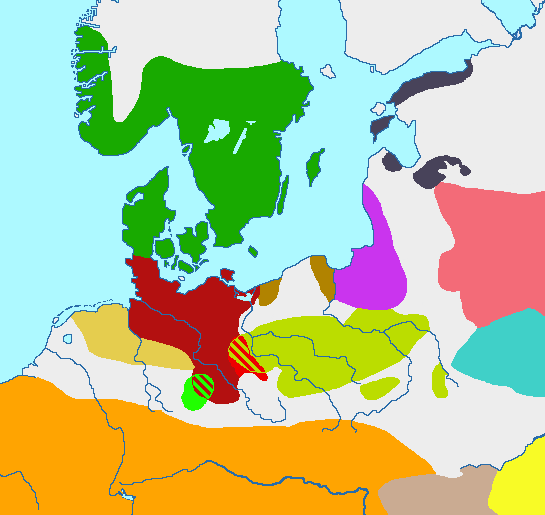
Kultury archeologiczne okresu przedrzymskiego epoki żelaza (600 lat p.n.e. – I w. p.n.e.)
grupy nordyckie
kultura jastorfska
grupa Harpstedt-Nienburg
plemiona celtyckie
kultura przeworska
grupa gubińska
kultura oksywska
kultura wschodniobałtycka strefy leśnej
kultura kurhanów zachodniobałtyjskich
kultura zarubiniecka
grupy estońskie
grupy trackie
kultura Poieneşti-Lukaševka

Wandalowie (łac. Vandali) – grupa plemion wschodniogermańskich, zamieszkująca przed wielką wędrówką ludów Europę Środkową. Dzielili się na Silingów i Hasdingów, część badaczy jako wandalskie zalicza też plemiona Wiktofalów, Lakringów i Hariów. W noc sylwestrową 406 roku wraz ze Swebami i Alanami przekroczyli zamarznięty Ren w pobliżu Moguncji, po czym przez trzy lata pustoszyli Galię. W trakcie dalszej wędrówki po Cesarstwie Zachodniorzymskim dotarli do Północnej Afryki, gdzie po zdobyciu Kartaginy założyli własne państwo (439 r.), które przetrwało wiek i zostało ostatecznie podbite przez Cesarstwo Bizantyńskie w latach 533–534.
     grupy nordyckie
     kultura jastorfska
     grupa Harpstedt-Nienburg
     plemiona celtyckie
     kultura przeworska
     grupa gubińska
     kultura oksywska
     kultura wschodniobałtycka strefy leśnej
     kultura kurhanów zachodniobałtyjskich
     kultura zarubiniecka
     grupy estońskie
     grupy trackie
     kultura Poieneşti-Lukaševka

## Historia

### Wandalowie w Europie Środkowej

Wandale i Goci w Europie Środkowej około 50 roku n.e.

Wśród badaczy dominuje pogląd o związku Wandalów, przebywających od III w. p.n.e. na ziemiach obecnie polskich, z kulturą przeworską. Stanowili istotny komponent wieloetnicznego Związku Lugijskiego. W II wieku n.e. (faza B2b) przedstawiciele kultury przeworskiej zajmowali tereny Podlasia i Zachodniego Mazowsza. W Prudniku na Górnym Śląsku, na wzgórzu nad rzeką Złoty Potok, wydobyto z ziemi szczątki wojownika Wandalów, zmarłego w IV wieku n.e.

### Wędrówka Wandalów
Anglowie, Sasi, Jutowie
     Frankowie
     Goci
     Wizygoci
     Ostrogoci
     Hunowie
     Wandalowie

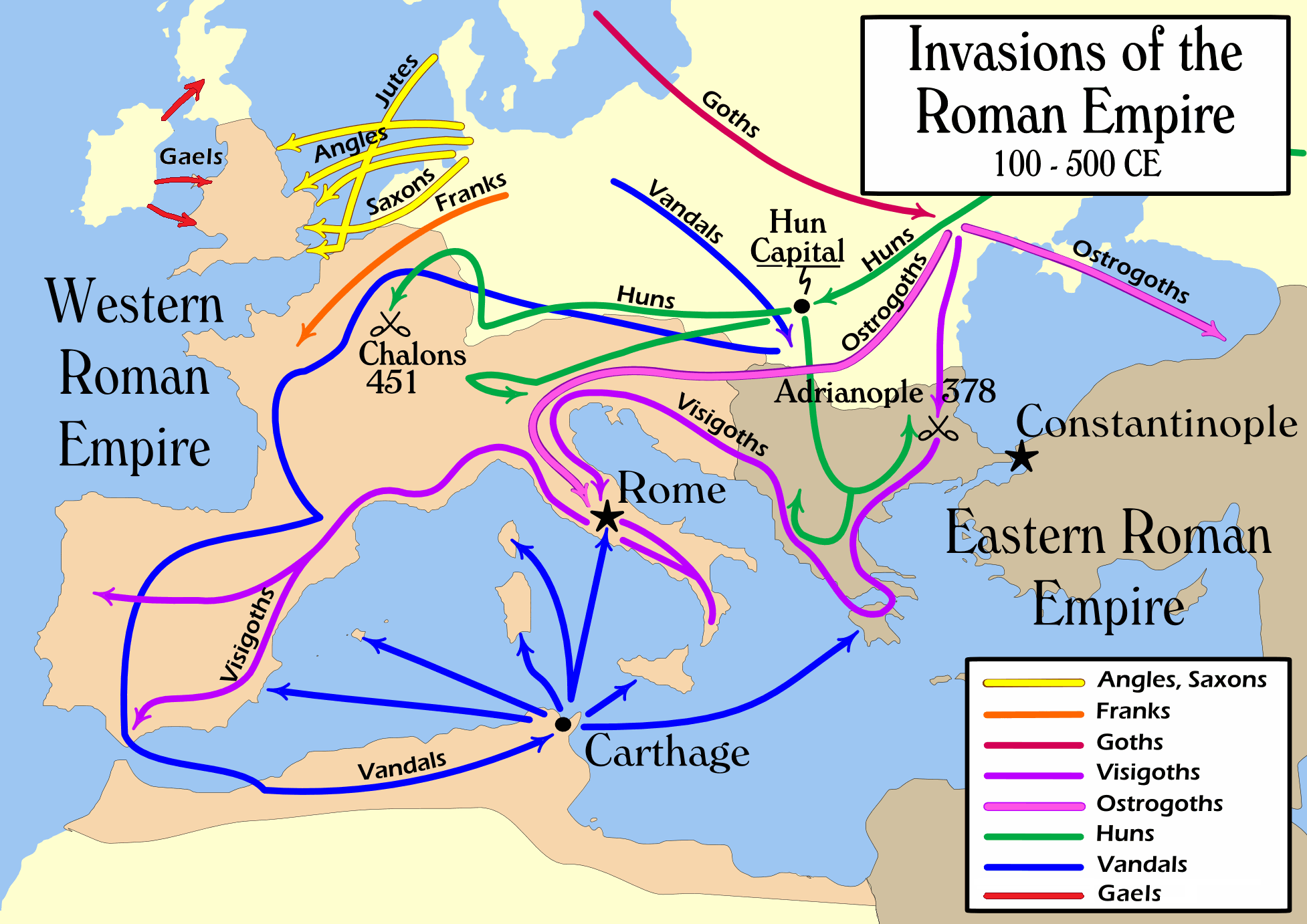
Uproszczona mapa najazdów na teren cesarstwa rzymskiego, przedstawiająca migrację Wandalów (kolor niebieski) z dzisiejszej Polski, przez Dację, Galię, Iberię do północnej Afryki i ich ataki na terenie Morza Śródziemnego, w tym złupienie Rzymu w 455 roku
----
Anglowie, Sasi, Jutowie
Frankowie
Goci
Wizygoci
Ostrogoci
Hunowie
Wandalowie

W czasie wywołanej najazdem Hunów (od 375 r.) wędrówki ludów część Wandalów (Hasdingowie) sprzymierzyła się z irańskojęzycznym ludem Alanów i dotarła na obszary między Dunajem i Cisą. W czasie wędrówki na południe zasiedlali tereny współczesnej południowo-wschodniej Polski i założyli nekropolię w Prusieku, pierwszą rozpoznaną w polskich Karpatach.
Hasdingowie przekroczyli w noc sylwestrową 406 r. Ren w rejonie Mogontiacum (Moguncji) i znaleźli się na ziemiach Cesarstwa Rzymskiego. W 409 r. dotarli na Półwysep Iberyjski, gdzie w 416 r. zawarli z przybyłymi wcześniej Alanami (plemię sarmackie) unię personalną; ich królowie nosili odtąd tytuł rex Vandalorum et Alanorum („król Wandalów i Alanów”) . 
Inne odłamy Wandalów dotarły do Dacji i Panonii.

### Afrykańskie państwo Wandalów

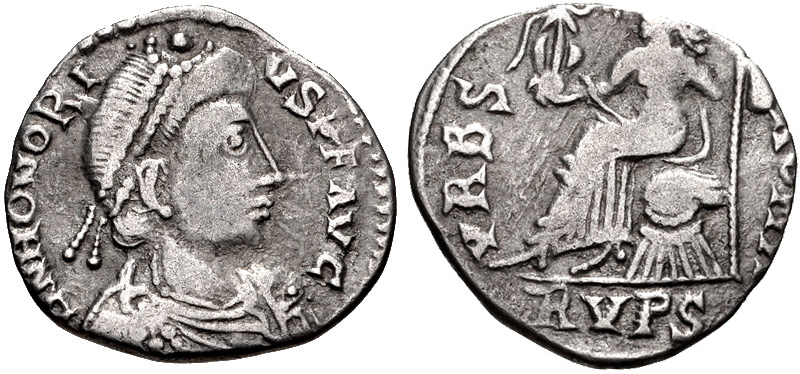
Moneta wandalska

Z Półwyspu Iberyjskiego pod wodzą Genzeryka przeprawili się przez Cieśninę Gibraltarską (w sile ok. 80 tysięcy) do Afryki Północnej w 429 r., gdzie – po zdobyciu Kartaginy w 439 r. – utworzyli kwitnące do 477 r. państwo Wandalów i Alanów, które obejmowało Mauretanię, wyspy Morza Śródziemnego wraz z Sardynią, Korsyką i czasowo Sycylią. Wandalowie żyli z łupów i piractwa, które zagrażało całemu basenowi Morza Śródziemnego.
W 455 roku złupili w jednym wypadzie Rzym, a zdobyte skarby przewieźli do Kartaginy. Było to odwetem za pogwałcenie traktatu między Genzerykiem a cesarzem rzymskim Walentynianem III. Jeden z punktów mówił o zaślubinach córki cesarskiej Eudokii z synem Genzeryka, Hunerykiem. W czasie wyprawy porwano ją i wywieziono do państwa Wandalów, gdzie została żoną królewskiego syna. Kolejni cesarze i wodzowie rzymscy podejmowali bezskuteczne wyprawy przeciwko Wandalom. Teodoryk, król Ostrogotów i władca Italii, zawarł z Wandalami pokój.
Szacuje się, że Wandalowie stanowili ok. 5% mieszkańców swojego państwa. Zwykle nie żenili się z Rzymiankami, te społeczności były odseparowane. W dawnej prowincji Africa Proconsularis (pomniejszonej po reformie Dioklecjana) skonfiskowane majątki ziemskie nadano Wandalom (sortes Vandalorum), natomiast w pozostałych prowincjach stały się własnością króla.

### Upadek Królestwa Wandalów
Na początku lat 30. VI wieku cesarz bizantyjski Justynian postanowił pokonać Wandalów. By odwrócić uwagę przeciwnika, wywołano bunt ludności na Sardynii. Gdy Wandalowie zajmowali się tłumieniem buntu, wojsko bizantyjskie w sile 15 tysięcy żołnierzy wylądowało w Afryce. Belizariusz, dowódca wojsk bizantyjskich, pokonał Wandalów w dwóch bitwach pod Kartaginą. Król Wandalów Gelimer, zamknął się w twierdzy numidyjskiej, ale wzięto go głodem. Został przewieziony do Konstantynopola, gdzie zamieszkał w podarowanym mu majątku. Wiedząc, że nie ma szans obrony królestwa Wandalów, pozwolił na włączenie go do cesarstwa. Jego żołnierzy wcielono do armii cesarskiej, gdzie szybko stracili odrębność.
Dzieje Wandalów znamy jedynie z dokumentów pozostawionych przez ich zwycięzców oraz inne ludy germańskie, takie jak Frankowie, Goci i Longobardowie. Wandalowie podobnie jak większość Germanów w czasie wielkiej wędrówki ludów byli arianami. Arianizm zwalczany był przez Kościół katolicki jako herezja. Przeciwnicy i zwycięzcy Wandalów skazali ich na zapomnienie, tym bardziej, że w dalszej historii tego ludu nie znalazł się władca równie wybitny jak Genzeryk. Pisma Wandalów i ich tradycja kulturalna zostały zniszczone, a oni sami wtopili się bez śladu w miejscową ludność mauretańską i łacińskojęzyczną. Część została deportowana do Italii. Ich losy znane są przede wszystkim z opisów katolickich pisarzy takich jak Fulgencjusz z Ruspe i Wiktor z Wity.

## W średniowieczu i nowożytności
Co najmniej od VIII wieku łacińskie źródła nazywają Słowian zamiennie określeniami Sclavi i Vandali, co wynikało z błędnego utożsamienia współczesnych słowiańskich Wendów ze starożytnymi germańskimi Wandalami.  
Z tego powodu u średniowiecznych i częściowo nowożytnych historyków (począwszy od Wincentego Kadłubka) Wandalami nazywa się ogół Słowian lub przodków Polaków. 
Nazwa Vandalia i tytuł dux Vandalorum (książę Wendów) odnosiły się do Księstwa Pomorskiego i jego władców, co później przejęli w swojej tytulaturze królowie Danii i Szwecji (rex Vandalorum, król Wendów).

## Dziedzictwo etymologiczne
Od zniszczeń pozostawionych po najeździe na Rzym (w poszukiwaniu metalu Wandalowie wyrywali żelazne klamry spinające kamienie, z których zbudowane były budynki, powodując ich rychłe zawalenie) nazwa plemienna wandal stała się synonimem osobnika niszczącego wszystko, co stanie mu na drodze. W języku polskim dla rozróżnienia stosuje się dwie formy: Wandalowie na określenie członków plemienia oraz wandale na określenie osób bezcelowo niszczących różne dobra, czyli oddających się wandalizmowi.
Jedna z hipotez wywodzi nazwę południowej części Hiszpanii, Andaluzji od zniekształconego przez Arabów określenia Vandolita (teren Wandalów).